# Озеркинский сельсовет (Башкортостан)
Озеркинский сельсовет — муниципальное образование в Караидельском районе Башкортостана.

## История
Согласно «Закону о границах, статусе и административных центрах муниципальных образований в Республике Башкортостан» имеет статус сельского поселения.

## Население
| 2002 | 2009  | 2010  | 2012 | 2013 | 2014 | 2015 |
| ---- | ----- | ----- | ---- | ---- | ---- | ---- |
| 1150 | ↘1001 | ↗1008 | ↘954 | ↘900 | ↘857 | ↘829 |
| 2016 | 2017  | 2018  |      |      |      |      |
| ↘802 | ↘797  | ↘764  |      |      |      |      |

## Состав сельского поселения
| № | Населённый пункт | Тип населённого пункта          | Население |
| - | ---------------- | ------------------------------- | --------- |
| 1 | Озерки           | деревня, административный центр | ↗501      |
| 2 | Круш             | село                            | ↘175      |
| 3 | Бияз             | деревня                         | ↘174      |
| 4 | Бартым           | деревня                         | ↘158      |

### Упразднённые населённые пункты
- Каирово — упразднённая в 2005 году деревня.
- Мокрое Поле — упразднённый хутор.
- Шуди —  урочище, упразднённый хутор.